# Sugizo-diszkográfia
Sugizo japán gitáros, hegedűs és zeneszerző 2022-ig összesen hét szólólemezt és 23 kislemezt adott ki, emellett pedig számos előadóval működött közre.

## Szólóelőadóként

### Stúdióalbumok
- Truth? (1997), Oricon-helyezés: #12[1]
- C:Lear (2003) #56[1]
- Flower of Life (2011) #62[1]
- Tree of Life (2011) #69[1]
- Oto (音; 2016?) #132[1]
- Oneness M (2017) #23[2][1]
- Ai to csóva (愛と調和; Hepburn: Ai to Chōwa?; 2020) #87[1]

### Középlemezek
- SUGIZO×HATAKEN: The Voyage to the Higher Self (2022)

### Remixalbumok
- Replicant Lucifer (1997) #24[3]
- Replicant Prayer (1997) #54[3]
- Replicant Truth? (1997)
- Spirituarise (2007)
- Vesica Pisces (2013) #227[1]
- Switched-on Oto (2018)[4]

### Válogatásalbumok
- Sugizo meets Frank Zappa (1999)
- Cosmoscape (2008) #69[1]
- Spiritual Classic Sugizo Selection (2014) #133[1]
- Cosmoscape II (2018)

### Koncertalbumok
- Live in Tokyo (2020)

### Filmzenei és színházi albumok
- Parallel Side of Soundtrack (2001)
- H. Art. Chaos: Szuicsoku no jume (2001)
- Music from the Original Motion Picture Soundtrack (2002) #80[1]
- Silent Voice: Acoustic Songs of Soundtrack (2002)
- Nemuri Kjosiró buraihikae (2010)
- 7Doors: Bluebeard's Castle (2012)

### Kislemezek
- Lucifer (1997) #8[3]
- A Prayer (1997) #7[3]
- Rest in Peace & Fly Away" (2002) #46[3]
  - Sugizo feat. bice
- Super Love (2002) #42[3]
  - Sugizo & the Spank Your Juice
- Dear Life (2002) #47[3]
  - Sugizo & the Spank Your Juice
- No More Machine Guns Play the Guitar (2003) #50[3]
  - Sugizo & the Spank Your Juice
- Tell Me Why You Hide the Truth? (2009)
- Messiah (2009)
- Do-Funk Dance (2010)
- Fatima (2010)
- Prana (2010)
- Dear Spiritual Life (2010)
- No More Nukes Play the Guitar (2011)
- The Edge (2011)
- Miranda (2011)
  - Sugizo feat. MaZDA
- Neo Cosmoscape (2011)
  - Remix: System 7
- Enola Gay (2011)
- Pray for Mother Earth (2011)
  - Sugizo feat. Kondó Tosinori
- Final of the Messiah (2012)
  - Remix: System 7
- Super Love 2012 (2012)
  - Sugizo feat. Coldfeet
- Life on Mars? (2016)
- Lux Aeterna (2016)
- Raummusik (2016)

### DVD-k
- A.D.2001 Final (2002) #86[5]
- Brilliant Days (2005)
- Rise to Cosmic Dance (2009) #109[5]
- Stairway to The Flower of Life (2012) #81[5]

## Együttesben
Luna Sea
The Flare
- Inner Child (2004) #70[6]
- Uetico (ウエティコ; 2004?)
- Positivity (2005) #104[6]
- Manacu no koibito (真夏ノ恋人; 2005?) #93[6]
- The Flare (2006, stúdióalbum) #95[7]

Juno Reactor
- Gods & Monsters (2008)
- The Golden Sun of the Great East (2013)

X Japan
- Scarlet Love Song (2011)
- Jade (2011)
- Born to Be Free (2015)

Shag
- The Protest Jam (2022)

## Közreműködések
- Issay; Flowers (1994) – hegedű, az Aszamade matenai c. dalban
- Media Youth; Spirit (1995)
- Tracy Huang; Crazy for Love (1998) – dalszerző és producer, So Near, yet so far Away c. dal
- Glay; Pure Soul (1998) – gitár a Júvaku (誘惑?) c. dalban
- d-kiku; Miniature Garden (1998) – hegedű a Tamarisque c. dalban, gitár a Close, Synapse és Sound of View dalokban; Cross c. dal zeneszerzője
- Szakamoto Miu; Aquascape (1999) – dalszerző: Internal, Eternal, Awakening (Endo Mix)
- D.I.E.; Progressive (1999)
- Nakatani Miki; Chronic Love, Frontier (kislemezek, 1999)
- Coldfeet; Flavors (1999)
- Redrum; Redrum c. dal (1999) – producer
- Szakamoto Miu; Dawn Pink (1999) – dalszerző: Internal, Eternal, The Eighth Colour
- Sinohara Tomoe; Deep Sound Channel (1999) – dalszerző és producer: Voyage c. dal
- Vivian Hsu; Csiaban tö tiensi (Jiaban de Tianshi) (2000) – producer: Tata és Mokuj aj söcse jenlej (Mogui Ai Shechi Yanlei)
- Honeydip; Another Sunny Day (2000) – producer
- Paul Wong; Yellow Paul Wong (2001) – gitár
- N.M.L. (No More Landmines); Zero Landmine (2001) – gitár
- Nicholas Tse; Jade Butterly (2001)
- Red; Saga (dal, 2001) – producer
- Szakamoto Miu; Sleep Away (kislemez, 2002) – dalszerző, hangszerelő, producer
- Kiyoharu; Poetry (2004) – gitár a Melancholy című dalban
- Redrum; Second Circle (2004) – producer
- D'espairsRay; Born (2004) – hegedű a Marry of the Blood című dalban
- Szakamoto Miu; Oboro no Kanata, Akari no Kehai (2007) – producer
- Miyavi; Hi no hikari szae todokanai kono baso de (kislemez, 2008) – gitár
- Acid Black Cherry; Black List (2008) – gitár
- Toshi; Samurai Japan (2010)
- Tezya; Life My Babylon (2010) – Cosmo of Love című dalban
- m.o.v.e.; Overtakers (kislemez, 2011) – gitár
- Japan United with Music; All You Need Is Love (2012) – gitár
- Kavamura Rjúicsi; Concept RRR: Never Fear (2014) – gitár az Ai no uta című dalban
- Sukekiyo; Immortalis (2014) – Hemimetabolism remix
- Dir en Grey; Utafumi (kislemez, 2016) – hegedű a Kúkoku no kjóon c. dalban
- Trustrick; Trick (2016) – hegedű az I Wish You Were Here című dalban
- Kuroszaki Maon; Vermillion (2016) – a címadó dal zeneszerzője és producere